# Primula violacea
Primula violacea är en viveväxtart som beskrevs av William Wright Smith och Kingdon-Ward. Primula violacea ingår i släktet vivor, och familjen viveväxter. Inga underarter finns listade i Catalogue of Life.